# 采样 (信号处理)
在信号处理领域，采样是将信号从连续时间域上的模拟信号转换到离散时间域上的离散信号的过程，以采样器实现。通常采样与量化联合进行，模拟信号先由采样器按照一定时间间隔采样获得时间上离散的信号，再经類比數位轉換器（ADC）在数值上也进行离散化，从而得到数值和时间上都离散的数字信号。很多情况下所说的“采样”就是指这种采样与量化结合的过程。
通过采样得到的信号，是连续信号（例如，现实生活中的表示压力或速度的信号）的离散形式。连续信号通常每隔一定的时间间隔被類比數位轉換器（ADC）采样，当时时间点上的连续信号的值被表现为离散的，或量化的值。
这样得到的信号的离散形式常常给数据带来一些误差。误差主要来自于两个方面，与连续模拟信号频谱有关的采样频率，以及量化时所用的字长。采样频率指的是对连续信号采样的频度。它代表了离散信号在和时域和空间域上的精确度。字长（比特的数量）用来表示离散信号的值，它体现了信号的大小的精确性。
在一个理论采样器中，一个连续信号乘以狄拉克梳将产生另外一个连续信号。只有当信号被量化之后它才变成数字信号，所有三个指数都被离散化。
信号处理中的基础定理采样定理指出，被采样信号不能被清晰地表示出频率超过采样频率一半的组成信号。这个频率（采样频率的一半）称为奈奎斯特频率。超过奈奎斯特频率的频率N能够在数字信号中看到，但是它们的频率是不确定的。也就是说，一个频率为f的成份频率不能从其它的成份频率2N-f、2N+f、4N-f等中区分开来。这个不确定性称为混叠。为了更加完美地处理这个问题，许多模拟信号在转换成数字表示之前使用抗混叠滤波器（通常是低通滤波器）滤除高于奈奎斯特频率的频率分量。
采样定理的推广定理指出，最高频率超过奈奎斯特频率的信号同样能够被采样，前提是已知这一信号的频带范围，并且信号带宽与采样频率须满足一定的关系。
在采样定理的约束的范围内，最初的信号能够在来自于理想样品集合的采样值的精度范围内被完全地重建起来。重建的信号是使用每个样品衡量一个Sinc函数并且使用奈奎斯特－香农插值公式累加结果得到的。

## 理論上的取樣
一個理論/理想的取樣結果，是把連續訊號乘上梳狀脈衝波形：{\displaystyle \delta _{T}(t)=\sum _{n=-\infty }^{\infty }\delta (t-nT)}。
結果是一個被改變振幅的梳狀脈衝波形。
離散訊號就是一連串這個被改變振幅的波形。

## 實際上的取樣
實際上的取樣被稱作類比數位轉換器（A/D converter or ADC）。

### 失真
在非理想的取樣方法下會產生取樣失真。
失真的类型有以下几种：
- 混叠：取樣定理的一個前提為——訊號在有限的頻寬內。有限時間長度的訊號頻寬必為無限大，而我們有興趣的訊號，幾乎都是有限長度的，意味著這些訊號頻寬都是無限大。然而在现实生活中，取樣器只能處理其设计为適合的頻寬，对處理範圍以外的頻帶，则会直接截掉，进而影響輸出的準確性。
- 抖動：取樣時基發生偏差。
- 積分效應：取樣所得並非是瞬時的，而是一小段時間內的值，稱為積分效應。
- 雜訊：熱雜訊，類比電路雜訊等。
- 量化誤差：捨去小數的誤差，發生在每次取樣時，ADC所轉換出的整數中。
- 取樣率過慢：ADC轉換的速度不夠快，無法反映出訊號的變化。
- 截斷誤差：當輸入訊號超過ADC所能轉換的大小時，輸出就會被截斷。

在攝影中很容易看出這些影響，當曝光時間太長，就會在影像中出現雜點。
一個理想的相機應該可以在零曝光時間完成照相。
在一個有使用電容的取樣保持電路中，因為電容無法根據取樣立刻改變電壓，需要非零寬度的取樣訊號，所以會產生積分效應。
積分效應可以被當作低頻濾波器分析。
而其他部分失真可以當成隨機雜訊來分析。

## 應用

### 聲音取樣
聲波通常使用44.1kHz（CD）或48kHz（professional audio）的取樣頻率。根據取樣定理，必須使用兩倍的取樣頻率才能將該頻率的聲波記錄下來，44.1kHz的一半為22.05KHz，也就是CD可表現的最高頻率為22.05KHz。人類的聽覺系統所能聽到頻率範圍大約是15－20kHz，44.1kHz的取樣頻率已可滿足大部分用途。
最近的趨勢是使用更高的取樣頻率（大該是基本需求的兩倍或四倍），這尚未有理論支持，而且即使在吹毛求疵的聆聽環境下，也無法讓聽到的聲音有什麼不同。然而有許多錄音室正使用96kHz的配備且承諾「superaudio」格式將會和DVD一樣是個選擇。许多声称取样频率必须高于48kHz的文章都认为16bit的音频信号的动态响应范围应该是96dB，这个数字通常是简单的对量化的最大值和最小值的取比率，也就是{\displaystyle 2^{16}}，65536。这样的计算错误在于没有考虑到信号的峰值并非理论上允许的最大正弦波信号值，而量化步长也并非平均噪声值，即使它们是一致的，它也不能够在不考虑ITU-R 468噪声加权函数的前提下表示声音的大小。在对典型的程序量值在声音处理的各个环节进行严格的分析以后，可以发现这样一个事实，也就是在良好的工程基础上16比特的录音质量可以远远的超过最好高保真系统的表现力，而其中麦克风噪音和扩音器的容量才是真正的制约因素。